# أماندا براون (روائية)
أماندا براون (بالإنجليزية: Amanda Brown)‏ (6 أكتوبر 1977 في الولايات المتحدة)؛ كاتِبة، سيناريست وروائية أمريكية. درست في جامعة ولاية أريزونا.

## روابط خارجية
- أماندا براون على موقع IMDb (الإنجليزية)
- أماندا براون على موقع قاعدة بيانات الفيلم (الإنجليزية)
- أماندا براون على موقع كينوبويسك (الروسية)